# Li Byong-uk
Li Byong-uk (* 7. November 1954) ist ein ehemaliger nordkoreanischer Boxer. Er gewann zwei olympische Medaillen im Halbfliegengewicht (-48 kg).
Neben diesen beiden Medaillen gewann Li zwischen 1973 und 1979 vier Mal die Militärmeisterschaften des Ostblocks.

## Ergebnisse bei Olympia
1976 (Silber)
- Sidney McKnight (Kanada) KO 1
- Henryk Średnicki (Polen) 3-2
- Armando Guevera (Venezuela) 3-2
- Phayao Phoontharat (Thailand) RSC 2
- Jorge Hernández (Kuba) 1-4

1980 (Bronze)
- Henryk Pielesiak (Polen) 3-2
- Gilberto Sosa (Mexiko) 3-2
- Dumitru Şchiopu (Rumänien) 4-1
- Schamil Sabirow (Sowjetunion) 0-5